# Şadılı
Şadılı è un comune dell'Azerbaigian situato nel distretto di Goranboy. Conta una popolazione di 579 abitanti.